# Andrena ferulae
Andrena ferulae är en biart som beskrevs av Pérez 1895. Andrena ferulae ingår i släktet sandbin, och familjen grävbin. Inga underarter finns listade i Catalogue of Life.